# Огуреева, Галина Николаевна
Галина Николаевна Огуреева (род. 11 сентября 1935, Москва) — советский и российский учёный-геоботаник, географ, биогеограф и педагог, доктор географических наук (1999), профессор (2002). Заслуженный профессор МГУ (2010). Член Всесоюзного географического общества (с 1970 года). Лауреат Премии Правительства Российской Федерации в области образования (2001) и Премии имени М. В. Ломоносова (2002).

## Биография
Родилась 11 сентября 1935 года в Москве, в период Великой Отечественной войны вместе с семьёй жила в эвакуации в Саратове и Омске.
С 1953 по 1958 год обучалась на геоботаническом отделении Биолого-почвенного факультета МГУ. С 1958 по 1960 год работала научным сотрудником Ботанического сада МГУ. С 1960 по 1962 год — младший научный сотрудник географического факультета МГУ. С 1962 по 1965 год обучалась в аспирантуре по кафедре биогеографии географического факультета МГУ. Своими учителями считает известных учёных в области биогеографии А. Г. Воронова, А. Е. Криволуцкого и П. А. Смирнова. С 1962 года на научно-педагогической работе на Географическом факультете МГУ: с 1962 по 1969 год — младший научный сотрудник, с 1969 по 1976 год — ассистент, с 1976 по 1981 год — старший преподаватель, с 1981 по 2000 год — доцент, с 2000 года — профессор кафедры биогеографии и одновременно с  1991 года — заведующая лаборатории биогеографического картографирования этой кафедры.  
В 1966 году Галина Огуреева защитила диссертацию на соискание учёной степени кандидат географических наук по теме: «Ерники южной половины советского Дальнего Востока», в 1999 году — доктор географических наук по теме: «Ботанико-географический анализ и картографирование растительности гор. Россия и сопредельные территории». В 1984 году приказом ВАК ей было присвоено учёное звание доцента, в 2002 году — профессор. В 2010 году была удостоена почётного звания Заслуженный профессор МГУ. С 2002 года является академиком РАЕН. В 1970 году избрана членом Всесоюзного географического общества. 
Основная научная деятельность Г. Н. Огуреева была связана с вопросами в области  биогеографии и ботанической географии. Основные работы карта «Растительность Московской области: карта М 1:200 тыс.» (1997), «Систематика и география растений. Высшие споровые и голосеменные» (2000), учебник «Биогеография» (2003), учебные пособия «Систематика и география растений. Покрытосеменные» (1999), «Экологическое картографирование. Биогеографические подходы» и «Биогеографическое картографирование. Экологический подход» (2010), «Биогеографическая характеристика природных зон России и сопредельных территорий» (2019). В 2003 году была частником международного авторского коллектива по составлении «Карты растительности Европы». С 2006 года является действительным членом диссертационных советов Географического факультета МГУ в области геоэкологии и Московского государственного университета геодезии и картографии. Г. Н. Огуреева является автором более 180 научно-учебных работ, в том числе пяти монографий, 146 статей в научных журналах, ей было выполнено семь научно-исследовательских работ, под её руководством было выполнено одиннадцать кандидатских диссертаций.
В 1997 году за создание карты «Растительность Московской области: карта М 1:200 тыс.» становится  лауреатом Премии Д. Н. Анучина. 20 августа 2001 года Постановлением Правительства России «за создание системы экологического образования в университетах России» Г. Н. Огуреева была удостоена Премии Правительства Российской Федерации в области образования. В 2002 году за педагогическую деятельность она становится лауреатом Премии имени М. В. Ломоносова.

## Награды
- Премия Правительства Российской Федерации в области образования (2001)[4]
- Лауреат Премии имени М. В. Ломоносова (2002 — за педагогическую деятельность)[2]
- Лауреат премии Д. Н. Анучина (1997)[2]